# ヴァッラータ
ヴァッラータ（伊: Vallata）は、イタリア共和国カンパニア州アヴェッリーノ県にある、人口約2,700人の基礎自治体（コムーネ）。

## 地理

### 位置・広がり

#### 隣接コムーネ
隣接するコムーネは以下の通り。
- ビザッチャ
- カリーフェ
- グアルディア・ロンバルディ
- スカンピテッラ
- トレヴィーコ